# Etienne Farkas
Pour les articles homonymes, voir Farkas.
Étienne Farkas (ou István Farkas) est un peintre hongrois expressionniste né à Budapest (Autriche-Hongrie) en 1887 et mort à Auschwitz en 1944.

## Biographie
Fils d'un éditeur réputé, Josef Wolfner à Budapest, Étienne Farkas y commence ses études auprès d’Adolf Fenyes et de László Mednyánszky avant de partir se former à l’académie des Beaux-Arts de Munich. En 1906, en Allemagne, il fréquente la colonie d’artistes hongrois de Nagybanya,. En 1908, il effectue un voyage d’études en Italie.
Farkas arrive à Paris vers 1912 et étudie à l'académie de La Palette. Il expose au Salon des Indépendants mais lors de la Grande Guerre, il est contraint à quitter la France en tant qu'Austro-Hongrois et est fait prisonnier. Après la guerre, il retourne en Hongrie puis s'installe à Montparnasse où il fréquente  sa future épouse, Ida Kohner ainsi que Le Corbusier, Jean Cocteau et Max Jacob. En 1929 et 1932, ses œuvres sont exposés au sein de la galerie Le Portique. Il illustre de ses estampes les Correspondances d'André Salmon, publiées en 1929. Il est un des peintres de l'École de Paris. En 1932, Étienne Farkas quitte la France et retourne vivre à Budapest.
Arrêté en avril 1944, il est déporté à Auschwitz en juin 1944 et y est assassiné par les Nazis,.

## Galerie

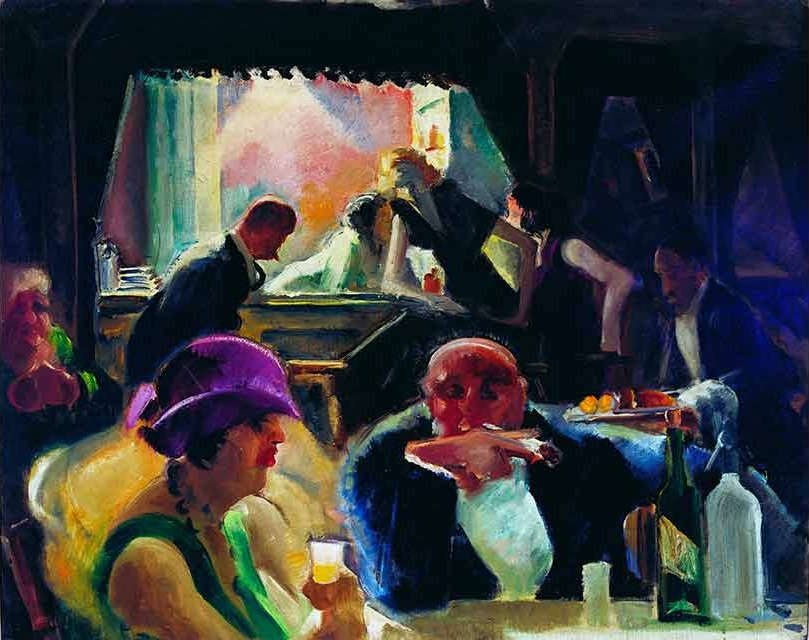
Scène de café
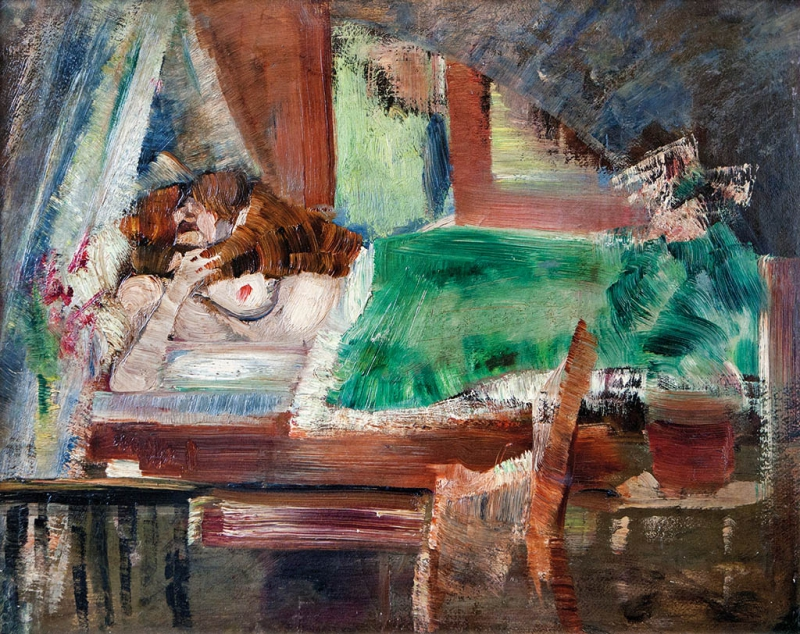
Mère jouant avec sa fille
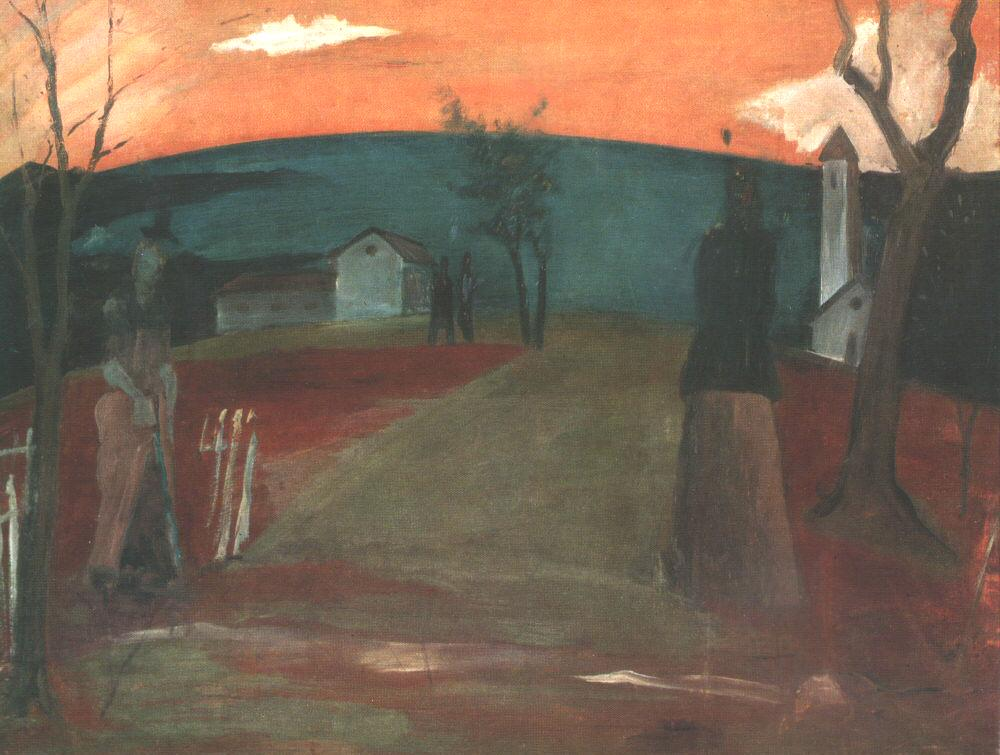
Paysage à la tombée de la nuit
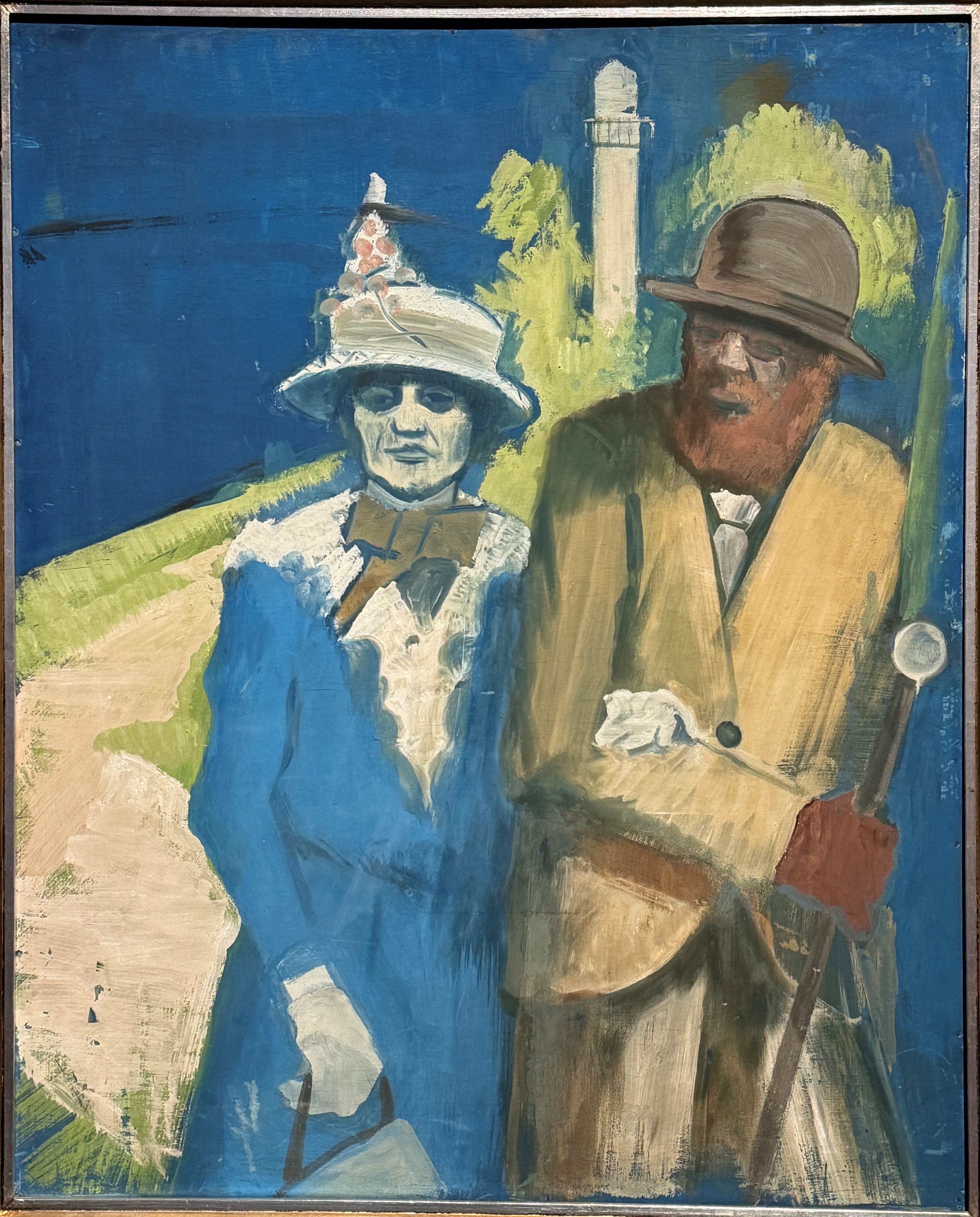
Promenade près du château d'eau
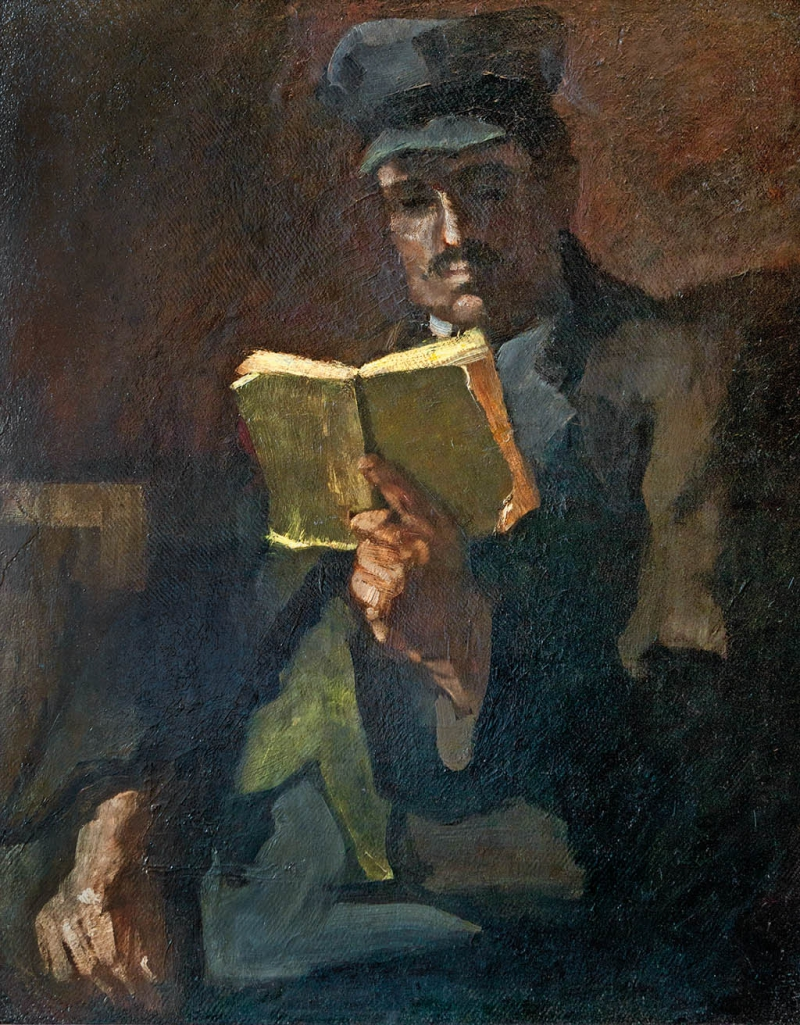
Homme lisant

## Postérité
Hersh Fenster l'évoque dans son ouvrage Nos Artistes martyrs en 1951. En 2019, la Galerie nationale hongroise lui consacre une exposition « Monde abandonné » puis en 2021, le Musée d'Art et d'Histoire du Judaïsme de Paris expose certaines de ses œuvres dans une exposition consacrés aux artistes juifs morts pendant la Seconde Guerre mondiale.